# Юстин Александрійський
Юстин (Юстус, Юст) Александрійський — шостий Папа і Патріарх Олександрійський.

## Біографія
До висвячення Юстин був доброчесною і вченою людиною. Був хрещений євангелістом Марком разом із батьком, матір’ю та іншими. Св. Марк також призначив його першим деканом Александрійської богословськоъ школи. Аніан Александрійський висвятив його в диякони, потім у священики і призначив проповідувати і навчати людей. Він був обраний патріархом, на заміну Прімія Александрійського, і з найкращою турботою був пастирем, для свого народу протягом десяти років. Помер Юстин 12 Паоні 129 року нашої ери, на шістнадцятому році правління Адріана.